# 886

## Събития
- Княз Борис I приема учениците на Кирил и Методий: Климент, Наум и Ангеларий.
- Лъв VI Философ наследява трона на Византийската империя след смъртта на Василий I Македонец.

## Починали
- 29 август – Василий I Македонец, византийски император